# Митрофаново (Калужская область)
Митрофаново — деревня в Малоярославецком муниципальном районе Калужской области. Входит в сельское поселение «Село Головтеево».

## География
Находится у берегу реки Выпрейка. Рядом —   Подполково, Вихляево. 

## История
В 1782 году погост и писцовая церковная земля, деревянная церковь Обновления Храма Воскресения Христова.
В 1868 году село Пятница Вепрея , деревня Митрофаново.
В 1891 село Пятница Вепрея Бабичевской волости, деревня Митрофаново.
В селе Вепрея проводились ярмарки.

## Население
| 2002 | 2010 |
| ---- | ---- |
| 13   | ↘9   |